# Exotarium Oberhof
Koordinaten: 50° 42′ 25″ N, 10° 43′ 28″ O
Das Exotarium Oberhof in der thüringischen Stadt Oberhof ist nach eigenen Angaben der größte Aqua-Terra-Zoo Mitteldeutschlands. Auf 600 m² können dort zahlreiche Reptilien, Amphibien, Insekten und Fische beobachtet werden.

## Geschichte
Die Betreiber, Achim Kempter und Hardy Köhler, beschäftigen sich seit 1985 mit Terraristik, vor allem mit der Schlangenhaltung. Da immer mehr Arten hinzukamen und auch andere Tiergruppen wie Echsen, Insekten und Spinnentiere in die Sammlung aufgenommen wurden, reifte die Idee heran, sie der interessierten Öffentlichkeit zugänglich zu machen.
Am 28. April 2000 wurde das Exotarium Oberhof eröffnet. Seitdem ist der Tierbestand ebenso wie die Ausstellungsfläche stetig erweitert worden. Am 1. Mai 2005 wurde eine neue Abteilung mit sieben Aquarien eröffnet und im August desselben Jahres erhielt das Exotarium die Zoogenehmigung nach neuer EU-Richtlinie.

## Terrarien
In 48 Terrarien mit Größen von 0,5 bis 28 m² werden etwa 80 verschiedene Arten gehalten. Neben zahlreichen Schlangen wie Klapperschlangen, Nattern und Pythons kann der Besucher in der Terrarienanlage auch Schildkröten, Frösche, Spinnen, Heuschrecken, Schaben, Wanzen, Käfer und Mäuse besichtigen.
Das größte der Terrarien wurde für die großen Netzpythons eingerichtet, dem Bindenwaran stehen 25 m² zur Verfügung.

## Aquarien
Seit dem 1. Mai 2005 können die Besucher des Exotariums zahlreiche Fische in einer großen Aquarienanlage beobachten. In sieben Aquarien leben etwa 70 verschiedene Arten aus unterschiedlichen Lebensräumen.
Das Amazonasbecken ist mit 40 m³ das größte im Exotarium und beherbergt etwa 4000 Fische, darunter Salmler, Welse und Buntbarsche.
Daneben sind im Exotarium auch kleinere Aquarien zu besichtigen, welche Tiere aus Europa, Australien und Neuguinea, Südostasien, Zentralafrika sowie aus dem Malawisee beherbergen.

## Nachzucht
Nach Angaben der Betreiber ist im Exotarium Oberhof etwas weltweit Einzigartiges vorgefallen: Eine Inselkletternatter und eine Amurnatter haben sich fortgepflanzt, was zu einer ungewollten Bastardzucht führte.